# Campeonato Mundial de Halterofilismo de 1898
O 2º Campeonato Mundial de Halterofilismo foi realizado em Viena, na Áustria em 31 de julho de 1898. Participaram 11 halterofilistas de 3 nacionalidades. 

## Medalhistas
| Evento           | Ouro                   | Prata                   | Bronze                       |
| ---------------- | ---------------------- | ----------------------- | ---------------------------- |
| Categoria aberta | Wilhelm Türk · Áustria | Eduard Binder · Áustria | Georg Hackenschmidt · Rússia |

## Quadro de medalhas
| Ordem | País    | Medalha de ouro | Medalha de prata | Medalha de bronze | Total |
| ----- | ------- | --------------- | ---------------- | ----------------- | ----- |
| 1     | Áustria | 1               | 1                | 0                 | 2     |
| 2     | Rússia  | 0               | 0                | 1                 | 1     |
| Total | Total   | 1               | 1                | 1                 | 3     |